# Taylor Russell
Taylor Russell (Vancouver, 18 juli 1994) is een Canadese actrice, voornamelijk bekend van de sciencefictionseries Falling Skies en Lost in Space.

## Filmografie

### Film
- Gemeinsame Normdatei: 1191767191
- International Standard Name Identifier: 0000 0004 7858 0631
- Library of Congress Control Number: no2009193867
- Nationale Bibliotheek van Tsjechië: xx0250483
- Virtual International Authority File: 6986160062388535790003
- WorldCat: E39PBJj8MDcjCyvyyym3RxrQbd